# Josiah Royce
Josiah Royce (ur. 20 listopada 1855 w Grass Valley, Kalifornia, zm. 14 września 1916 w Cambridge, Massachusetts) – amerykański filozof, idealista absolutny. Studiował w Niemczech, a od 1892 wykładał w Harvardzie. Przyjaciel Williama Jamesa.

## Wybrane publikacje
- The Religious Aspect of Philosophy (1885)
- The World and the Individual (1899-1901)
- The Problem of Christianity (1913)